# Elías Muñoz
Elías Muñoz García (né le 3 novembre 1941 à Palo Verde au Mexique) est un joueur de football international mexicain, qui évoluait au poste d'attaquant.

## Biographie

### Carrière en sélection
Avec l'équipe du Mexique, il joue 8 matchs (pour aucun but inscrit) entre 1966 et 1968. 
Il figure dans le groupe des sélectionnés lors de la coupe du monde de 1966 (sans jouer de matchs lors de la phase finale).
Il participe également aux JO de 1968. Il joue 5 matchs lors du tournoi olympique organisé dans son pays natal.